# 広島西大橋

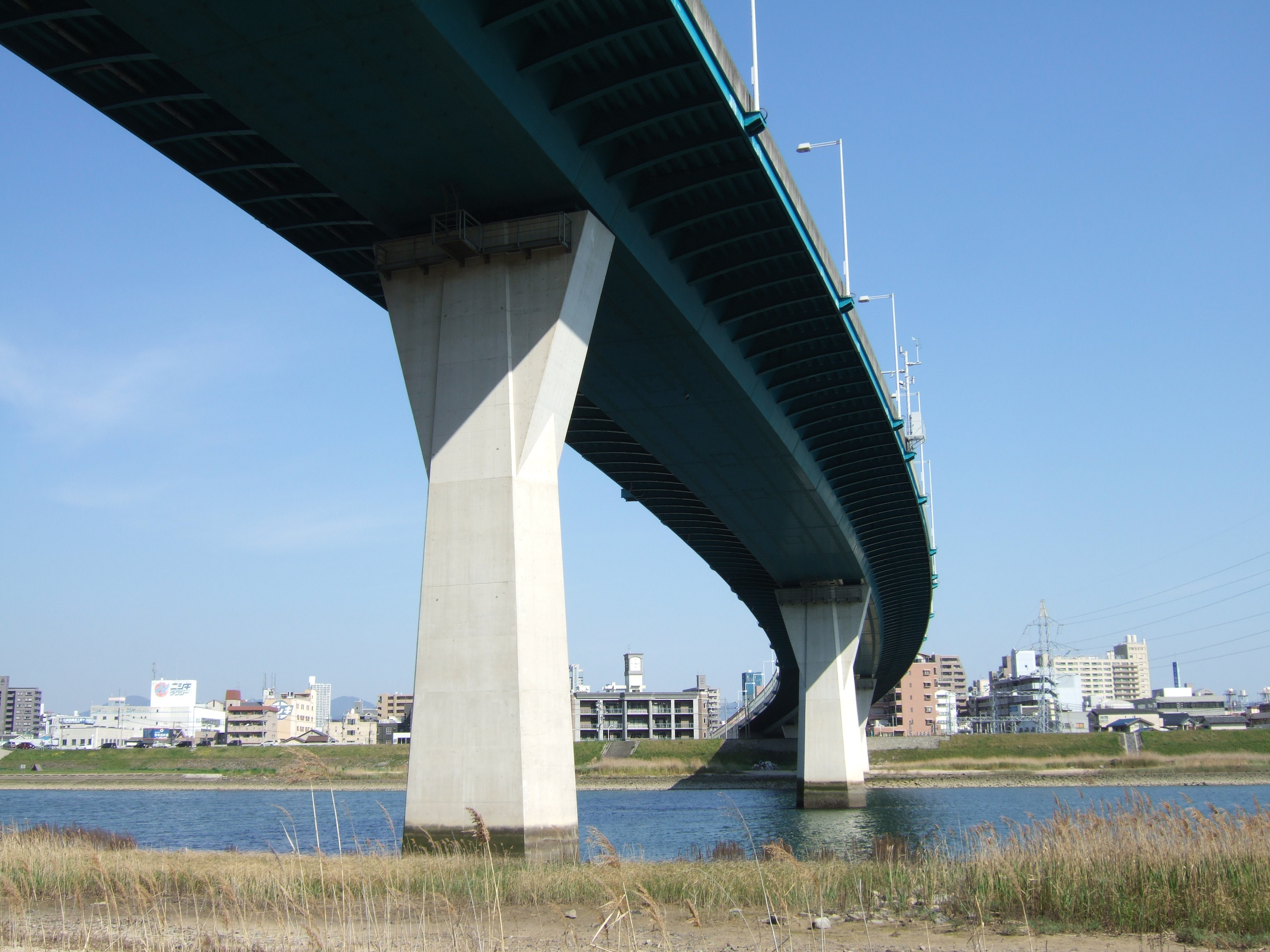
西側河川敷より。大きくカープを描く。

広島西大橋（ひろしまにしおおはし）は、広島県広島市の太田川（太田川放水路）に架かる道路橋。広島高速4号線（西風新都線）の自動車専用橋梁である。2001年全建賞道路部門受賞。

## 概要
2001年（平成13年）10月2日開通。市内中心部から中広出入口へ入り、広島西大橋・西風トンネルを抜けると西風新都にたどり着く。上流に山手橋、下流に広島県道265号伴広島線筋の己斐橋がある。
広島旧市内地では初めて架けられた斜張橋。直橋ではなく、大きなアールを描いている。水面を飛ぶ水鳥をイメージし、小ぶりの主塔に2段の1面吊りケーブルを用いた連続斜張橋を採用、西側の山手町側の山肌に映え太田川放水路中流域にアクセントをつけた。設計の考え方は、斜張橋というよりエクストラドーズド橋に近い。
戦前はこの橋付近に山手橋があり、西大橋という名の橋が別の場所に存在した（下記参照）。

## 諸元
- 橋種 : 7径間連続鋼床版斜張橋 [1]
- 橋長 : 476.5 m [5]
- 支間長 : 40.0 m + 88.0 m + 4@78.0 m + 35.0 m [4]
- 最大主塔高 : 50.3 m （中央のもの、橋脚含む）[1]
- 車道幅員 : 13 m [1]
- 設計 : 日建設計シビル [4]
- 施工
  - 上部工 : 三菱重工業・川田工業JV、横河ブリッジ・駒井鉄工JV
  - 下部工 : 山陽工業、松田組、宮田建設、栗本、砂原組

## 西大橋

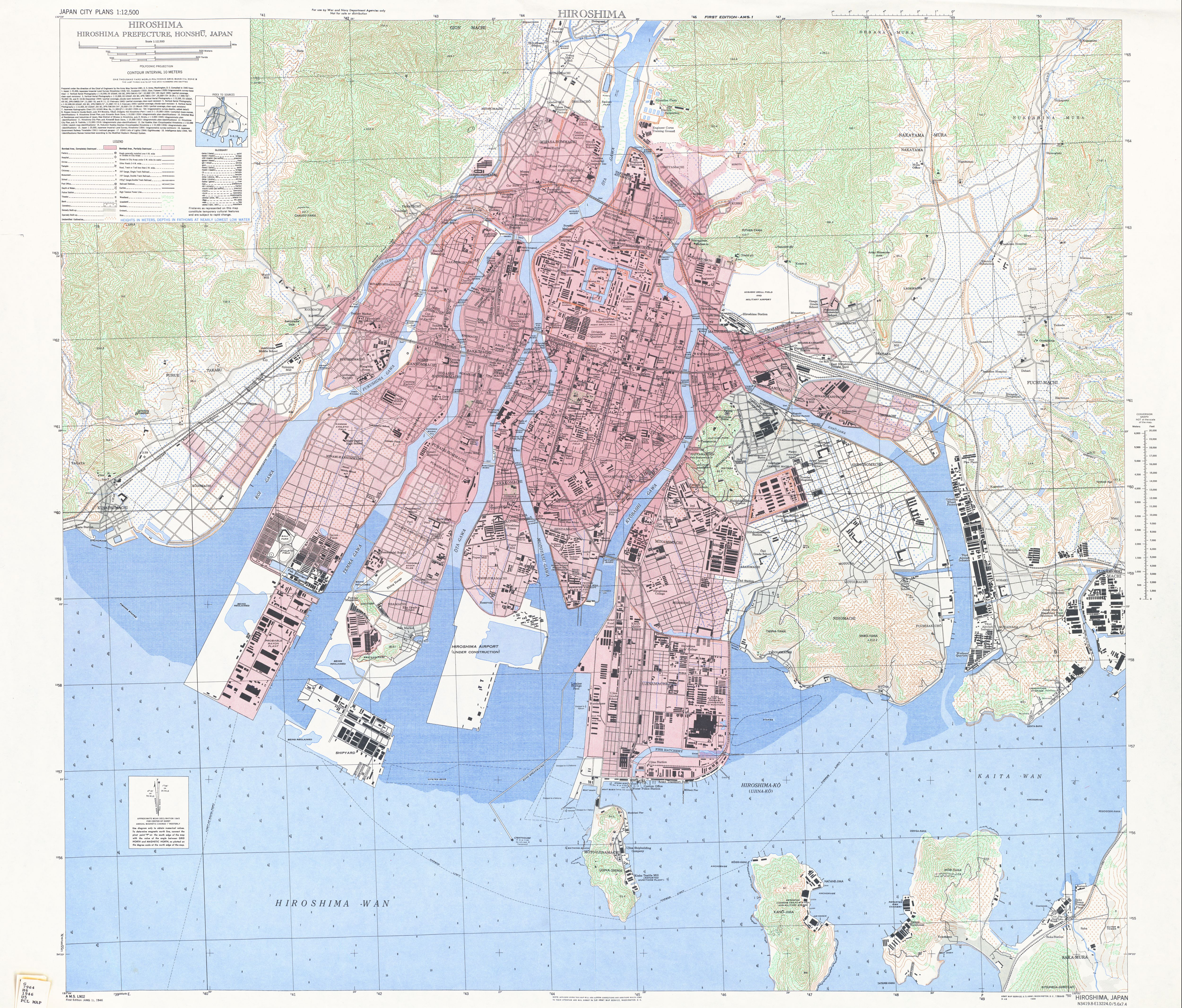
1945年米軍作成の広島市地図。"NISHI-Ō-HASHI"が確認できる。

広島には戦前、「西大橋」と言う名の鉄筋コンクリート桁橋が存在した。ただ現在の広島西大橋の位置ではなく、現在旭橋の北東方向に位置する観音本町あたりにあり、山手川（右地図では己斐川表記）と福島川（右地図では川添川表記）が作る中州から東に向けて架かっていた。
なお、1880年（明治13年）に造られた地図『府県新設区ノ図広島』には存在しておらず1927年（昭和2年）作成の地図『広島都市計画地域指定参考図』には存在していること、さらに西詰に存在した市営屠畜場は1913年（大正3年）完成したことから、少なくとも大正期には西大橋は存在していた可能性が高い。
1945年（昭和20年）8月6日、原爆被災。爆心地から約2キロメートルの所に位置した。多少の損傷はあったが渡るには支障はなかったため、多くの避難者が市内からここと旭橋を渡り西の己斐に向けて逃げて行った。同年9月の枕崎台風で橋中央が陥没したことによりだんだん壊れていき、最終的には西詰部分だけが残った。
戦後、太田川放水路改修に伴い、西大橋付近は埋め立てられている。

## 参考資料
- 広島高速4号線及び関連道路路線図 - 広島高速道路公社
- 広島平和記念都市建設計画 - 広島市
- 広島市『広島原爆戦災誌 第二巻第二編』（PDF）（改良版）、2005年（原著1971年）。2013年4月4日閲覧。
- 松尾雅嗣、谷整二「広島原爆投下時の一時避難場所としての川と橋」（PDF）『広島平和科学』第29巻、広島大学、2007年、1頁-25頁、2013年4月4日閲覧。